# Sandro (ur. 1989)
Sandro, właśc. Sandro Ranieri Guimarães Cordeiro (ur. 15 marca 1989 w Riachinho) – brazylijski piłkarz występujący na pozycji pomocnika w brazylijskim klubie Goiás EC. Były reprezentant Brazylii. Posiada także obywatelstwo portugalskie.

## Kariera klubowa
W latach 2008–2010 występował w Internacionalu, gdzie rozegrał ponad 40 ligowych spotkań. 23 marca 2010 ogłoszono, że Sandro przejdzie do Tottenhamu Hotspur po zakończeniu rozgrywek Copa Libertadores, 18 sierpnia 2010.
1 września 2014 został kupiony przez Queens Park Rangers, z którym podpisał trzyletni kontrakt. Brazylijczyk zdecydował się na koszulkę z numerem 30. 29 stycznia 2016 został wypożyczony do West Bromwich Albion z prawem do odkupienia.
10 stycznia 2017 przeszedł do tureckiego Antalyasporu, a 19 stycznia 2018 do włoskiego Benevento.
3 lipca 2018 opuścił Benevento Calcio po półrocznej przygodzie z tym klubem i zasilił szeregi włoskiej Genui.
31 stycznia 2019 udał się na półroczne wypożyczenie z Genui do Udinese Calcio.
18 stycznia 2020 roku na zasadzie obustronnego porozumienia rozwiązał kontrakt z Genoą CFC i zasilił za darmo brazylijskie Goiás EC.

## Kariera reprezentacyjna
9 września 2009 zadebiutował w reprezentacji Brazylii, ostatnie spotkanie w kadrze rozegrał jeszcze jako zawodnik Tottenhamu, w 2012. Zawodnik zadebiutował w meczu eliminacji do Mistrzostw Świata 2010 z Chile (wygrana 4:2).  